# Gran Premi Protectora del Turf
Gran Premi Protectora del Turf (Grande Prêmio Protetora do Turfe) és una cursa de cavalls, la segona prova en importància del Jockey Club del Rio Grande , Porto Alegre, Brasil.
Competició Grup III. A partir de la seva 71a versió, (en 1992), va passar a formar part de les proves del Grup II del turfe brasiler. Tornant actualment al Grup III. Fins a 1958 era disputada en l'Hipódromo dels Moinhos de Vent. En 1959 va passar per a l'Hipódrom del Cristall, sempre en pista de sorra.

## Històric
Històric de la Competició Descripció en seqüència històrica i agrupats per la distància del recorregut: any de la disputa, nom del vencedor, temps mesurat en segons:

### HipòdromMoinhos de Vento
2400m :
| Any  | Vencedor  | Pays      | Semental   | Pays      | Euga   | Pays      | Dist   | Segon | Tercer | Temps   |
| ---- | --------- | --------- | ---------- | --------- | ------ | --------- | ------ | ----- | ------ | ------- |
| 1922 | PRECURSOR | Argentina | SANS ATOUT | Argentina | PICARA | Argentina | 2400mt |       |        | 159s1/5 |

2100m :
| Any  | Vencedor  | Pays      | Semental   | Pays      | Euga       | Pays      | Dist    | Segon | Tercer | Temps   |
| ---- | --------- | --------- | ---------- | --------- | ---------- | --------- | ------- | ----- | ------ | ------- |
| 1923 | PERTINAZ  | Argentina | INDEX      | Argentina | FLORECILLA | Argentina | 2100mt  | TIFON | -      | 139s2/5 |
| 1924 | PLENO     | Argentina | CARLOS XII | Argentina | ARTEMIX    |           | 2100mt  |       |        | 137s2/5 |
| 1925 | DINAZARDA | Argentina | BARATIERE  | Argentina | DALMACIA   | Argentina | 2100 MT |       |        | 135s4/5 |

2200m :
| Any  | Vencedor | Pays    | Semental | Pays       | Euga          | Pays    | Dist   | Segon   | Tercer | Temps   |
| ---- | -------- | ------- | -------- | ---------- | ------------- | ------- | ------ | ------- | ------ | ------- |
| 1926 | GOLOSO   | Uruguai | GRADELY  | Regne Unit | GOLOSINA      | Uruguai | 2200mt | DECAMPS | -      | 144s    |
| 1927 | CHARMER  | Uruguai | YAGO     | Argentina  | CHARMING HOPE |         | 2200mt |         |        | 146s4/5 |

2100m :
| Any  | Vencedor      | Pays      | Semental     | Pays       | Euga      | Pays      | Dist   | Segon | Tercer | Temps    |
| ---- | ------------- | --------- | ------------ | ---------- | --------- | --------- | ------ | ----- | ------ | -------- |
| 1928 | EDISON        | Uruguai   | GRADELY      | Regne Unit | RICUSA    |           | 2100mt |       |        | 140s     |
| 1929 | SCORPIO       | Uruguai   | PILLO        | Regne Unit | SENDA     | Argentina | 2100mt |       |        | 139s 3/5 |
| 1930 | LANDE FLEURIE | França    | COLLABORATOR | Regne Unit | LAND LADY | França    | 2100mt |       |        | 137s 2/5 |
| 1931 | LANDE FLEURIE | França    | COLLABORATOR | Regne Unit | LAND LADY | França    | 2100mt |       |        | 137s 2/5 |
| 1932 | OMLET         | Argentina | POLEMARCH    | Regne Unit | FINTA     | Argentina | 2100mt |       |        | 136s 2/5 |

2200m :
| Any  | Vencedor   | Pays      | Semental     | Pays                   | Euga        | Pays       | Dist   | Segon     | Tercer        | Temps    |
| ---- | ---------- | --------- | ------------ | ---------------------- | ----------- | ---------- | ------ | --------- | ------------- | -------- |
| 1933 | GIN PURO   | Argentina | MACON        | Argentina              | GRAN SENORA | Argentina  | 2200mt |           |               | 144s     |
| 1934 | LOMBARDO   | Uruguai   | AIR RAID     | Regne Unit             | ASTER       | Uruguai    | 2200mt |           |               | 143 2/5  |
| 1935 | OBOE       | Brasil    | OLDIMAN      | Argentina              | NUX VOMICA  |            | 2200mt |           |               | 145s     |
| 1936 | MADCAP     | Argentina | CRAGANOUR    | Regne Unit             | MERROSE     | Regne Unit | 2200mt |           |               | 145s 1/5 |
| 1937 | OUROEFIO   | Argentina | ENLAZADOR    | Argentina              | LIBREA      | Uruguai    | 2200mt |           |               | 145s 3/5 |
| 1938 | MORDISCON  | Argentina | LETEO        | Argentina              | MUCHACHA    | Argentina  | 2200mt |           |               | 144s 3/5 |
| 1939 | ABOUKIR    | Argentina | ZAMBO        | Regne Unit             | LADY DIVINE | Argentina  | 2200mt |           |               | 144s 2/5 |
| 1940 | LINDAZO    | Argentina | SILURICO     | Argentina              | LA CASCADA  |            | 2200mt |           |               | 144s 3/5 |
| 1941 | OUROFINO   | Argentina | COCLES       | Argentina              | VICTORIANA  |            | 2200mt |           |               | 144s 3/5 |
| 1942 | ARDENT     | Argentina | SONGE        | França                 | APACHINETTE | Argentina  | 2200mt |           |               | 146s     |
| 1943 | SEDUCTOR   | Argentina | SERIO        | Argentina              | CANDIDE     | Argentina  | 2200mt |           |               | 143s 3/5 |
| 1944 | SECRETO    | Argentina | COCLES       | Argentina              | SEINE       | Argentina  | 2200mt |           |               | 145s 4/5 |
| 1945 | TROMPO     | Argentina | TABLE GREEN  | Argentina              | HAUTE COMBE | Argentina  | 2200mt |           |               | 145s 1/5 |
| 1946 | MARIMOA    | Argentina | SONGE        | França                 | MIMI        | Argentina  | 2200mt |           |               | 145s 2/5 |
| 1947 | OUROGRANFA | Uruguai   | RULER        | Argentina              | SUENO AZUL  | Uruguai    | 2200mt | GRECIANO  | MARIMOA       | 146s 2/5 |
| 1948 | OUROPOUCO  | Uruguai   | COCLES       | Uruguai                | LATITA      | Uruguai    | 2200mt |           |               | 147s 2/5 |
| 1949 | ASTUTO     | Brasil    | GALEON       | Uruguai                | LA ASTUTA   | Uruguai    | 2200mt |           |               | 145s     |
| 1950 | CARCEL     | Brasil    | NEW YEAR     | Argentina              | CARY        | Argentina  | 2200mt |           |               | 145s 3/5 |
| 1951 | MARECHAL   | Brasil    | MEULEN       | Argentina              | LEONISE     | Brasil     | 2200mt |           |               | 144s 3/5 |
| 1952 | OLMO       | Argentina | LAPACHITO    | Argentina              | GRECIAN     | Argentina  | 2200mt | CARCEL    | ASTRO DE OURO | 145s     |
| 1953 | CARICIA    | Argentina | SAINT FILLAN | Argentina              | CALLEJERA   | Argentina  | 2200mt |           |               | 145s 3/5 |
| 1954 | BUCANERO   | Uruguai   | BORRON       | Uruguai                | GALEOTA     | Uruguai    | 2200mt | DENIZETTE | CABARET       | 144s     |
| 1955 | MAJOR      | Brasil    | MEULEN       | Argentina              | BIRDSHOP    | Argentina  | 2200mt |           |               | 143s 3/5 |
| 1956 | GUAITIL    | Brasil    | NEW YEAR     | Argentina              | TOSCA       | Argentina  | 2200mt |           |               | 144s 4/5 |
| 1957 | DALMATA    | Uruguai   | DAVISTAN     | Estats Units d'Amèrica | EVER        | Uruguai    | 2200mt |           |               | 143s     |
| 1958 | OURODUPLO  | Brasil    | DARK WARRIOR | Regne Unit             | PERFIDIA    | França     | 2200mt | CORDIAL   | SALOMÃO(dh)   | 143s 4/5 |
| 1959 | ESTENSORO  | Brasil    | ESTOC        | França                 | PERFIDIA    | França     | 2200mt |           |               | 141s     |

### HipòdromCristal
2200m :
| Any  | Vencedor         | Pays      | Semental          | Pays                   | Euga            | Pays                   | Dist    | Segon          | Tercer             | Temps     |
| ---- | ---------------- | --------- | ----------------- | ---------------------- | --------------- | ---------------------- | ------- | -------------- | ------------------ | --------- |
| 1960 | LORD CHANEL      | Brasil    | LORD ANTIBES      | França                 | ALMA DE OURO    | Argentina              | 2200mt  |                |                    | 144s      |
| 1961 | LORD CHANEL      | Brasil    | LORD ANTIBES      | França                 | ALMA DE OURO    | Argentina              | 2200mt  |                |                    | 144s      |
| 1962 | ESTUPENDA        | Brasil    | ESTOC             | França                 | OUROCINZA       | Argentina              | 2200mt  | LORD CHANEL    | OUROPOMBO          | 140s 2/5  |
| 1963 | EL TRONIO        | Brasil    | ELPENOR           | França                 | OREADA          | Argentina              | 2200mt  |                |                    | 141s 3/5  |
| 1964 | OUROPOMBO        | Brasil    | NOGARO            | Brasil                 | PALOMA          | Brasil                 | 2200mt  | FILBAS         | EL CORSARIO        | 143s      |
| 1965 | TAKAKO           | Brasil    | NASSAU            | Brasil                 | SANTUXA         | Brasil                 | 2200mt  | ADMIROR        | TEM TEMPO          | 142s 1/5  |
| 1966 | DESCANSADO       | Brasil    | SALOMAO           | Brasil                 | EAGLE QUEEN     | Brasil                 | 2200mt  | SABOT          | EL TRONIO          | 140s4/5   |
| 1967 | ESTHETA          | Brasil    | FORT NAPOLEON     | França                 | QUADRILHA       | Brasil                 | 2200mt  |                |                    | 143s      |
| 1968 | COREJADA         | Brasil    | ELPENOR           | França                 | ESTUPENDA       | Brasil                 | 2200mt  |                |                    | 144s 2/5  |
| 1969 | KING TWIST       | Brasil    | TAKT              | Alemanya               | FILLE DE TROIE  | França                 | 2200mt  | MOMASTRE       | LAZIO              | 142s 1/5  |
| 1970 | LEXICON          | Brasil    | ULTRA             | Brasil                 | LA DERNIERE     | Uruguai                | 2200mt  |                |                    | 141s 2/5  |
| 1971 | BILLY            | Brasil    | EMPENHO           | Brasil                 | BLUE EYES       | Brasil                 | 2200mt  |                |                    | 141s 3/5  |
| 1972 | LEXICON          | Brasil    | ULTRA             | Brasil                 | LA DERNIERE     | Uruguai                | 2200mt  | TRAGI FARSA    | POCONE             | 140s1/5   |
| 1973 | TRAGI FARSA      | Brasil    | EL TRONIO         | Brasil                 | PIASTRA         | Brasil                 | 2200mt  | OLDAK          | -                  | 142s 3/5  |
| 1974 | OTONAL           | Uruguai   | GABIN             | Argentina              | RANCHERITA      | Argentina              | 2200mt  | PERGAMINHO     | JONICO             | 140s1/5   |
| 1975 | PERGAMINHO       | Brasil    | ALABASTRO         | Brasil                 | OUROARA         | Brasil                 | 2200mt  | ULEANTO        | PARPADEO           | 140s2/5   |
| 1976 | EL SUPREMO       | Brasil    | ELPENOR           | França                 | ESTUPENDA       | Brasil                 | 2200mt  | FANERANTO      | ULEANTO            | 138s 4/5  |
| 1977 | BESTER           | Brasil    | URBELO            | Brasil                 | PRAIANINHA      | Brasil                 | 2200mt  | PACO RABANNE   | CHAMPOLLION        | 138s2/5   |
| 1978 | GARVE            | Brasil    | GARBOSO           | Brasil                 | ARVEJA          | Uruguai                | 2200mt  | FARAMON        | UNDER              | 137s 2/5  |
| 1979 | GARVE            | Brasil    | GARBOSO           | Brasil                 | ARVEJA          | Uruguai                | 2200mt  | ZABRO          | EL REBELDE         | 138s 2/5  |
| 1980 | GARVE            | Brasil    | GARBOSO           | Brasil                 | ARVEJA          | Uruguai                | 2200mt  | TRIARCO        | FLATIRIS           | 138s4/5   |
| 1981 | PASSEUR          | Brasil    | PASS THE WORD     | Estats Units d'Amèrica | TAIROA          | Brasil                 | 2200mt  | SNOW SCOTCH    | POLYORIN           | 145s      |
| 1982 | ZIRBO            | Brasil    | EGOISMO           | Brasil                 | LEREIA          | Brasil                 | 2200mt  | CELTICO        | ZIRKEL             | 142s      |
| 1983 | ZIRBO            | Brasil    | EGOISMO           | Brasil                 | LEREIA          | Brasil                 | 2200mt  | AUNANTE        | CELTICO            | 138s      |
| 1984 | ZIRKEL           | Brasil    | ST CHAD           | Regne Unit             | NUZA            | Brasil                 | 2200mt  | EDICION        | TAPERAO            | 140s2/5   |
| 1985 | NANTWO           | Brasil    | TONNERRE          | Brasil                 | BORDUNETE       | Brasil                 | 2200mt  | INTERSTAR      | HIPER GENIO        | 141s      |
| 1986 | EL JACK          | Brasil    | RIGHT OFF         | Argentina              | PIPIA           | Brasil                 | 2200 MT | FAST MORE      | KEAGRAVO           | 143s 4/5  |
| 1987 | ELDAN            | Brasil    | ESBIRRO           | Uruguai                | COLUMPIA        | Uruguai                | 2200mt  | HEITOR         | BENEDINI           | 140s      |
| 1988 | SUPREME GOLD     | Brasil    | BAR GOLD          | Brasil                 | ANA BALA        | Brasil                 | 2200mt  | ENDYKID        | ARACATU            | 139ss 2/5 |
| 1989 | HIPER GENIO      | Brasil    | VIZIANE           | Brasil                 | SCOTTISH QUEEN  | Argentina              | 2200mt  | PELECHO        | JENNAGAH           | 140s4/5   |
| 1990 | HIPER GENIO      | Brasil    | VIZIANE           | Brasil                 | SCOTTISH QUEEN  | Argentina              | 2200mt  | ANATOLE        | LESTEUR            | 140s2/5   |
| 1991 | POCKER FACE      | Brasil    | EFESIVO           | Brasil                 | POLAR CALL      | Irlanda                | 2200mt  | AIOROSO        | BIG BROTHER        | 140s5/10  |
| 1992 | CAP ANTIFER      | Brasil    | KURYAKIN          | Argentina              | NORTIA          | Brasil                 | 2200mt  | HARVEST MOON   | BESANCON           | 140s6/10  |
| 1993 | IPAO             | Brasil    | COPELAN           | Estats Units d'Amèrica | BELLA SOLA      | Irlanda                | 2200mt  | URBAN HERO     | ATIMO              | 139s 6/10 |
| 1994 | CHECK CONTROL    | Brasil    | IMPRUDENT LARK    | Brasil                 | DIORAMIM        | Brasil                 | 2200mt  | RUTILIO        | CHARLIE BROWN      | 139s8/10  |
| 1995 | LA BRAVA GUARDIA | Brasil    | ROBA FINA         | Irlanda                | FLY AND RUN     | Brasil                 | 2200mt  | CHECK CONTROL  | PEGUY              | 140s 3/10 |
| 1996 | CALL ME FURY     | Brasil    | THUNDERING FORCE  | Estats Units d'Amèrica | IMNISERT        | Brasil                 | 2200mt  | WULARO ROAD    | HUNGRY EMINENCE    | 137s 7/10 |
| 1997 | SUPER PURPLE     | Brasil    | PURPLE MOUNTAIN   | Estats Units d'Amèrica | MANAMAKI        | Brasil                 | 2200mt  | TIME SWITCH    | BIG KADU           | 139s 8/10 |
| 1998 | GRAN RICCI       | Argentina | LODE              | Estats Units d'Amèrica | MISS CLEEF      | Argentina              | 2200mt  | GRAN PHINO     | HONEY STREET       | 139s6/10  |
| 1999 | RECOLLET         | Brasil    | PLEASANT VARIETY  | Estats Units d'Amèrica | GENERALITE      | Brasil                 | 2200mt  | FIGHTING IRISH | SOLAR MONTERREY    | 137s 8/10 |
| 2000 | UNDERGROUND FIRE | Argentina | PERFECT PARADE    | Estats Units d'Amèrica | INQUIETA DARK   | Argentina              | 2200mt  | JUSTUS MAGNUS  | VEILLE             | 137s 1/10 |
| 2001 | ASSAULTING RIDE  | Brasil    | ROI NORMAND       | Estats Units d'Amèrica | LADY CHRIS      | Brasil                 | 2200mt  | HANGARITO      | UNDERGROUND FIRE   | 136s 4/10 |
| 2002 | MUCHO DINERO     | Brasil    | SHUDANZ           | Canadà                 | JUST THE FIRST  | Brasil                 | 2200mt  | JUBA DE LEAO   | ZECOLMEIA          | 138s 8/10 |
| 2003 | TELLUS           | Brasil    | MINSTREL GLORY    | Estats Units d'Amèrica | LARRIAGE        | Brasil                 | 2200mt  | LUCKY LOAD     | ZECOLMEIA          | 138s 2/10 |
| 2004 | BEST FRIENDS     | Brasil    | PUNK              | Argentina              | SUPER CLARA     | Brasil                 | 2200mt  | TRAY CARNIVAL  | MUCHO DINERO       | 141s 3/10 |
| 2005 | MYSTIC SUNSET    | Brasil    | KENETICO          | Brasil                 | SPEAK FIGHTER   | Brasil                 | 2200mt  | ZAFA           | MAHLER             | 139s      |
| 2006 | POWER TOPTEN     | Brasil    | DANCER MAN        | Brasil                 | TOPTOPTOPTEN    | Estats Units d'Amèrica | 2200mt  | LENFANT GATE   | GARY STEVENS       | 137s 6/10 |
| 2007 | REALLY THE FIRST | Brasil    | SHUDANZ           | Canadà                 | JUST THE FIRST  | Brasil                 | 2200mt  | BETTER BE GOOD | NORTHERN KING      | 138s 2/10 |
| 2008 | JAGUANUM         | Brasil    | PITU DA GUANABARA | Brasil                 | DANCEY KATE     | Brasil                 | 2200mt  | REI JAZZ       | BETTER BE GOOD     | 138s 3/10 |
| 2009 | MY MAJESTY       | Brasil    | VETTORI           | Irlanda                | BEAUTIFUL BEE   | Estats Units d'Amèrica | 2200mt  | NEW ROYALE     | MANE GOL           | 138s 8/10 |
| 2010 | SIGA GOLD        | Brasil    | SIGA BRAVO        | Brasil                 | ROAD GOLD       | Brasil                 | 2200mt  | SUNDOWN SALLON | P ICK PICK         | 139s 4/10 |
| 2011 | ASK ME NOT       | Brasil    | ARACAI            | Brasil                 | ASSAI BELLA     | Brasil                 | 2200mt  | CANTATUS       | PRINCIPE DOS MARES | 138s 7/10 |
| 2012 | FORCE TO FORCE   | Brasil    | ARAMBARE          | Brasil                 | ALLEA JACTA EST | Brasil                 | 2200mt  | A SK ME NOT    | PROVEN RIGHT       | 138s 7/10 |
| 2013 | VENDEL           | Brasil    | KNOW HEIGHTS      | Irlanda                | MADAME DODGE    | Brasil                 | 2200mt  | FORCE TO FORCE | JOINT CHIEF        | 138s      |

1900m, pista de carreres interí: 

| Any  | Vencedor          | Pays | Semental   | Pays | Euga            | Pays | Dist   | Segon          | Tercer     | Temps    |
| ---- | ----------------- | ---- | ---------- | ---- | --------------- | ---- | ------ | -------------- | ---------- | -------- |
| 2014 | BEDUINO DO BRASIL |      | IMPRESSION |      | DELINQUENT BIRD |      | 1900mt | SAVE THE TIGER | BEST MAGIC | 123s2/10 |